# Jerry Gilgor
Jerry Robert Gilgor (auch Jerry Gilgore, * 6. Juni 1924 in Philadelphia; † 6. Januar 2007 in Port Charlotte) war ein US-amerikanischer Jazz- und Unterhaltungsmusiker (Schlagzeug).

## Leben und Wirken
Gilgor kehrte, nachdem er im Zweiten Weltkrieg in der US-Armee gedient hatte, nach Philadelphia zurück und wurde ein Bestandteil der dortigen Bebop-Szene. Er arbeitete in Bands von Charlie Parker, Dizzy Gillespie, Red Rodney (mit dem 1952 in New York Aufnahmen für Okeh Records entstanden) und vielen anderen Jazzgrößen dieser Zeit. 1956 zog er von Philadelphia nach New York und arbeitete als freiberuflicher Musiker. 1959 wechselte er als regelmäßiger Begleitmusiker zu Steve Lawrence, mit dem er dessen Hit „Go Away Little Girl“ einspielte, und Eydie Gormé, bis er 1964 als Musiker bei NBC angestellt wurde. 1956 wirkte er bei Studioaufnahmen von Richard Maltby mit (Hue-Fi Moods by Maltby). Des Weiteren nahm er als Mitglied des Bernie Lowe Orchestra auf („Sing Sing Sing“). Unter der Leitung von Skitch Henderson und Doc Severinsen spielte er dreieinhalb Jahre lang Schlagzeug in „The Tonight Show“. Nach dem Verlust seiner 35-jährigen Frau an Krebs zog er mit seiner Familie nach Las Vegas, wo er 30 Jahre lang lebte und arbeitete. Gilgor war auch ein gefragter Schlagzeuglehrer.